# Michele Maccarrone
Michele Maccarrone (* 10. März 1910 in Barcellona Pozzo di Gotto; † 4. Mai 1993 in Vatikanstadt) war ein italienischer Kirchenhistoriker.

## Leben
1943 wurde er zum Professor für Fundamentaltheologie an der Lateranuniversität ernannt. 1949 übernahm er von Pio Paschini den Lehrstuhl für Kirchengeschichte.

## Schriften (Auswahl)
- Chiesa e Stato nella dottrina di Papa Innocenzo III. Rom 1950, OCLC 1203629370.
- Vicarius Christi. Storia del titolo papale. Rom 1953, OCLC 797036392.
- La Dottrina del primato papale dal IV all’VIII secolo nelle relazioni con le chiese occidentali. Spoleto 1960, OCLC 878189322.
- Apostolicità, episcopato e primato di Pietro. Ricerche e testimonianze dal 2 al 5 secolo. Rom 1976, OCLC 313335484.